# أندريه شامبين
أندريه شامبين (بالإنجليزية: Andrée Champagne)‏ هي سياسية وممثلة كندية، ولدت في 17 يوليو 1939 في سان هياسنت في كندا، وتوفي بنفس المكان في 6 يونيو 2020.

## وصلات خارجية
- أندريه شامبين على موقع IMDb (الإنجليزية)
- أندريه شامبين على موقع أول موفي (الإنجليزية)
- أندريه شامبين على موقع قاعدة بيانات الفيلم (الإنجليزية)
- أندريه شامبين على موقع كينوبويسك (الروسية)